# Муньос Кардаба, Луис Мигель
Луис Мигель Муньос Кардаба (исп. Luís Miguel Muñoz Cárdaba; род. 25 августа 1965, Вальеладо, Испания) — испанский прелат и ватиканский дипломат. Титулярный архиепископ Назаи с 31 марта 2020. Апостольский нунций в Судане и Эритрее с 31 марта 2020 по 23 января 2024. Апостольский нунций в Мозамбике с 23 января 2024.

## Биография
Он был рукоположен в священники архиепископии Толедо 28 июня 1992 года кардиналом Марсело Гонсалесом Мартином, архиепископом Толедо. Для завершения своего образования был направлен в Папский Испанский Колледж в Риме, где получил докторскую степень по догматическому богословию в Папском Григорианском Университете. Позже он получил степень лиценциата в области канонического права в Папском Университете Святого Креста.